# Alexander Peter Eduard von Buxhoeveden
Alexander Peter Eduard von Buxhoeveden, född 1856 i Arensburg (Kuressaare), död 16 februari 1919 i Kuivastu, var en balttysk friherre, politiker, kammarherre och lantmarskalk.

## Biografi
von Buxhoeveden föddes som son till Arthur Adolf von Buxhoeveden och Anna Adelheid von Hoyningen-Huene. Vidare var han sonson till Peter Wilhelm von Buxhoeveden. Han avlade examen vid Tartu universitet 1873 och åren 1906–1919 var han lantmarskalk vid Riddarhuset i Arensburg. 
von Buxhoeveden gifte sig med Charlotte von Siemens, dotter till entreprenören Carl Heinrich von Siemens, samt brorsdotter till Werner von Siemens, grundaren av det industriella konglomeratet Siemens.